# Pausinystalia brachythyrsum
Pausinystalia brachythyrsum là một loài thực vật thuộc họ Rubiaceae. Đây là loài đặc hữu của Cameroon.